# ВитаПортал
ВитаПортал (VitaPortal.ru) — портал о здоровье и медицине, публикующий информацию о здоровье и медицине. Был основан при содействии венчурного фонда FastLane Ventures в 2011 году, как аналог американского сайта WebMD.com. На сайте кроме новостей и статей, размещены различные сервисы: онлайн-диета, ИМТ-калькулятор и другие.

## Особенности
- все материалы и статьи проверяются профильными специалистами, врачами и экспертами[1]

## Инвестиции
ВитаПортал привлек более 4М USD в качестве инвестиции от венчурных фондов FastLane Ventures, Runa Capital, Prostor Capital, а также бизнес-ангела Esther Dyson

## Наблюдательный совет
В Наблюдательный совет ВитаПортала входят:
- Эстер Дайсон, американская предпринимательница, инвестор, писательница и публицистка, филантроп и общественный деятель. Член совета директоров Яндекса.[6]
- Питер Фришауф (англ. Peter Frishauf), основатель крупнейшего медицинского сайта Medscape.com.[7]
- Милена Адамян, венчурный инвестор, врач-кардиолог.[8]

## Слияния и поглощения
1. В 2013 году ВитаПортал присоединил стартап ЗдоровьеОнлайн, создавший электронную медицинскую карту[9]
2. В 2015 году произошло слияние между ВитаПорталом и социальной сетью для врачей Эврика[10]

## Премии и достижения
1. Премия Рунета 2011 в номинации «Здоровье и отдых»[11][12]
2. Вошел в список Top 25 Hottest Russian Start-ups 2012[13]